# Sigiswald Kuijken
Sigiswald Kuijken (nederländskt uttal: [ˌsiɣɪsʋɑlt ˈkœykən], född 16 februari 1944, är en belgisk violinist, violast, och dirigent som framför allt spelar på tidstrogna instrument.